# Stimmkreis Nürnberg-Ost
Der Stimmkreis Nürnberg-Ost (Stimmkreis 502) ist ein Stimmkreis in Mittelfranken. Er umfasst die Stadtbezirke Marienvorstadt, Wöhrd, Ludwigsfeld, Glockenhof, Guntherstraße, Veilhof, Tullnau, Gleißhammer, Dutzendteich, St. Jobst, Erlenstegen, Mögeldorf, Schmausenbuckstraße, Laufamholz, Zerzabelshof, Fischbach und Brunn der kreisfreien Stadt Nürnberg sowie die Gemeinden Feucht, Rückersdorf und Schwaig b.Nürnberg des Landkreises Nürnberger Land.

## Landtagswahl 2023
Zur Landtagswahl 2023 traten folgende Parteien und Direktkandidaten im Stimmkreis Nürnberg-Ost an und erzielten folgende Ergebnisse:
| Nr. | Direktkandidat  | Partei           | Erststimmen in % | Gesamtstimmen in % |
| --- | --------------- | ---------------- | ---------------- | ------------------ |
| 1   | Markus Söder    | CSU              | 41,5             | 39,2               |
| 2   | Elmar Hayn      | GRÜNE            | 22,1             | 22,3               |
| 3   | Julia Hacker    | Freie Wähler     | 5,0              | 5,6                |
| 4   | Roland Hübscher | AfD              | 10,5             | 10,8               |
| 5   | Aynur Kir       | SPD              | 11,7             | 12,0               |
| 6   | Birgit Wegner   | FDP              | 2,8              | 3,0                |
| 7   | Uwe Halla       | LINKE            | 3,1              | 3,1                |
| 8   | Bernd Friedlein | BP               | 0,4              | 0,4                |
| 9   | Ludwig Hager    | ÖDP              | 1,8              | 1,6                |
| 10  | -               | Tierschutzpartei | -                | 0,8                |
| 11  | -               | PdH              | -                | 0,3                |
| 12  | Corell Wex      | dieBasis         | 1,0              | 1,0                |

## Landtagswahl 2018
Im Stimmkreis waren insgesamt 97.418 Einwohner wahlberechtigt. Die Landtagswahl am 14. Oktober 2018 hatte folgendes Ergebnis:
| Direktkandidat    | Partei               | Erststimmen in % | Gesamtstimmen in % | Veränderung der Gesamtstimmen im Vergleich zur Landtagswahl 2013 in % |
| ----------------- | -------------------- | ---------------- | ------------------ | --------------------------------------------------------------------- |
| Markus Söder      | CSU                  | 38,0             | 35,7               | - 3,8                                                                 |
| Kerstin Gardill   | SPD                  | 13,1             | 13,3               | − 14,7                                                                |
| Marion Kuhnert    | Freie Wähler         | 4,5              | 4,6                | + 0,4                                                                 |
| Elmar Hayn        | GRÜNE                | 21,8             | 22,2               | + 10,5                                                                |
| Andreas Neuner    | FDP                  | 4,7              | 5,1                | + 0,9                                                                 |
| Uwe Halla         | LINKE                | 5,9              | 6,1                | + 2,5                                                                 |
| -                 | BP                   | -                | 0,1                | − 0,4                                                                 |
| Ludwig Hager      | ÖDP                  | 1,2              | 1,2                | +/− 0,0                                                               |
| Matthias Windisch | PIRATEN              | 1,1              | 1,1                | - 1,7                                                                 |
| Bianca Turinsky   | Die Franken          | 0,9              | 1,0                | − 1,6                                                                 |
| Klaus Wahner      | AfD                  | 7,9              | 8,3                | + 8,3                                                                 |
| Andrea Bullmer    | mut                  | 0,3              | 0,3                | + 0,3                                                                 |
| -                 | Die Partei           | -                | 0,5                | + 0,5                                                                 |
| -                 | Gesundheitsforschung | -                | 0,1                | + 0,1                                                                 |
| Simone Michalko   | V-Partei³            | 0,4              | 0,4                | + 0,4                                                                 |

Der Stimmkreis wird im Landtag durch Markus Söder (CSU) vertreten. Im November 2021 rückte Elmar Hayn (Grüne) in den Landtag nach.

## Landtagswahl 2013
Bei der Landtagswahl 2013 waren im Stimmkreis 97.379 Einwohner wahlberechtigt. Die Wahlbeteiligung lag bei 63,5 %. Die Wahl hatte folgendes Ergebnis:
| Direktkandidat      | Partei       | Erststimmen in % | Gesamtstimmen in % | Veränderung der Gesamtstimmen im Vergleich zur Landtagswahl 2008 in % |
| ------------------- | ------------ | ---------------- | ------------------ | --------------------------------------------------------------------- |
| Hermann Imhof       | CSU          | 39,0             | 39,5               | - 1,5                                                                 |
| Angelika Weikert    | SPD          | 29,1             | 28,0               | + 3,0                                                                 |
| Elmar Hayn          | GRÜNE        | 11,1             | 11,7               | + 0,8                                                                 |
| Katja Hessel        | FDP          | 4,2              | 4,1                | - 3,4                                                                 |
| Melanie Hack        | Freie Wähler | 4,1              | 4,2                | - 1,5                                                                 |
| Stefan Gerbig       | LINKE        | 3,6              | 3,6                | - 2,4                                                                 |
| Christina Grandrath | PIRATEN      | 2,8              | 2,8                | + 2,8                                                                 |
| Christian Nikol     | Die Franken  | 2,8              | 2,6                | + 2,6                                                                 |
| Frank Jäger         | ÖDP          | 1,1              | 1,2                | + 0,2                                                                 |
| Richard Mayr        | NPD          | 0,9              | 1,0                | - 0,3                                                                 |
| Mike Fifeick        | BP           | 0,7              | 0,6                | + 0,3                                                                 |
| Harald Schumann     | REP          | 0,7              | 0,7                | - 0,4                                                                 |

## Landtagswahl 2008
Bei der Landtagswahl 2008 waren im Stimmkreis 95.621 Einwohner wahlberechtigt. Die Wahlbeteiligung lag bei 60,2 %. Die Wahl hatte folgendes Ergebnis:
| Direktkandidat     | Partei       | Erststimmen in % | Gesamtstimmen in % | Veränderung der Gesamtstimmen im Vergleich zur Landtagswahl 2003 in % |
| ------------------ | ------------ | ---------------- | ------------------ | --------------------------------------------------------------------- |
| Hermann Imhof      | CSU          | 39,7             | 41,0               | - 11,1                                                                |
| Angelika Weikert   | SPD          | 25,5             | 25,0               | - 2,7                                                                 |
| Christine Stahl    | GRÜNE        | 11,4             | 10,9               | - 0,4                                                                 |
| Hartmut Beck       | Freie Wähler | 5,4              | 5,7                | + 3,5                                                                 |
| Frank Knapp        | FDP          | 7,9              | 7,6                | + 3,9                                                                 |
| Susanne Staszewski | REP          | 1,1              | 1,1                | + 0,1                                                                 |
| Katharina Jäger    | ödp          | 1,0              | 1,0                | + 0,0                                                                 |
| Benjamin Mair      | BP           | 0,4              | 0,3                | - 0,3                                                                 |
| -                  | BüSo         | -                | -                  | - 0,0                                                                 |
| Harald Weinberg    | LINKE        | 6,2              | 6,0                | + 6,0                                                                 |
| -                  | VIOLETTE     | -                | 0,1                | + 0,1                                                                 |
| Richard Vahlberg   | NPD          | 1,3              | 1,3                | + 1,3                                                                 |